# 傅家俊
傅家俊，MH，JP（1978年1月8日—），有「神奇小子」之稱，香港職業司諾克球手。在香港出生，曾就讀高主教書院小學部，12歲時隨家人移民加拿大溫哥華。經當時的香港桌球總會主席羅俊英遊說，在1996年隨家人回香港發展桌球事業。

## 背景
傅家俊於香港出生，是家中獨子，在香港島西環成長。父母皆任職銀行業。傅早年就讀高主教書院小學部，讀至小六，即十二歲時移居加拿大溫哥華生活。就讀香港學校期間是一名童軍，又會參與籃球、足球、桌球等運動項目。他的讀書成績一般，高中畢業後回到香港作個人發展。其對桌球的興趣始於七至八歲時父親帶他到桌球室而培養出來。十二至十八歲時期較少接觸桌球運動，後來因為在加拿大結識了一位老人而開始練習桌球技術，逐漸成為桌球運動員，並加入世界桌球協會，參與不同的外圍賽、公開賽及職業賽。

## 發展
傅家俊於1996年回流香港發展，贏得香港桌球公開賽冠軍，被稱為「神奇小子」。
1998年轉打職業賽，當時世界排名第377，同年打入斯诺克世界公开赛决賽，成為首名打入該大獎賽決賽的香港選手，亦是該次决賽中世界排名最低的選手。
2003年，贏得斯诺克超级联赛冠軍，是首位非英倫三島球手及首位香港球手奪得此聯賽冠軍。
2007年，傅家俊再次打入格蘭披治大賽決賽。在決賽中，他以9:6的局數擊敗了3屆世界冠軍奧蘇利雲成功奪冠，成為第三位在職業排名賽中奪冠的亞洲球手。
2008年斯诺克世界锦标赛，傅家俊和丁俊晖上演了一场精彩的“中国德比”，也是世锦赛历史上首次有两名中国选手在正赛相遇，最终丁俊晖在决胜局战胜了傅家俊。
2013年7月13日，打入澳洲桌球公開賽決賽，以9：6戰勝世界排名第一尼爾·羅伯森，相隔六年再次奪得職業排名賽冠軍。
2016年5月於世界桌球錦標賽4強力戰32局終以局數15比17負於沙比，無法進入決賽。
2016年12月於蘇格蘭公開賽決賽在4比1 落後情況下， 以9比4反勝希堅斯，奪得冠軍。在2017年4月世錦賽錦賽首圈落後7:1下反勝比利時新星盧卡·比素爾10:9，並於次圈再次驚險反勝羅伯森，但於8強大敗於最終成為冠軍的沙比
2017-2018球季開季表現反覆，雖於香港大師賽打入四強，並於世界六個紅球錦標賽擊敗丁俊暉，打入四強，卻在其他比賽未曾打入八強或以後的階段，世界排名有所回落。
2018年斯诺克大师赛首圈不在狀態，以0:6被奧蘇利雲橫掃，總分數更以35:649落敗，創下大師賽紀錄。回港後，傅家俊在網上社交平台公布患上視網膜退化，經常看到黑點，須休養長時間，復出時間未明。後來他在記者會表示自己正在康復，然而不清楚以後會否仍看到很多黑點，但會以積極態度面對。
傅家俊以短枱進攻能力見稱，職業生涯打了接近五百次一桿過百，亦擅長情緒控制，多次於落後下反勝，唯其處理遠枱進攻準繩度稍弱，力量亦稍嫌不足，致在與對手爭持時，把握機會方面較不利。但傅家俊多次向前世界冠軍基夫斯夫子求教，令其技術更全面，成績穩步上揚。
2021年3月10日，世界桌球聯會正式因其生涯成就超卓而頒授外卡，給予因疫情未能前往英國參賽的傅家俊，延續兩年職業資格生涯。
2022年10月，傅家俊出戰香港舉辦的世界桌球大師賽，其中他在四强面對希堅斯在全場落後下，決勝局一舉轟出滿分147，以6：5反勝希堅斯入決賽。這除了是傅家俊生涯第五次打出147，為有史以來第十人達此成就外，更成爲第七位能在決勝局轟出147的桌球手，也以44歲之齡成爲歷來第四老造出147的球員。决赛中，傅家俊不敵奧蘇利雲，以局數4:6落敗，屈居亞軍。傅家俊賽後表示，自己狀態比預期恢復得快，但要打入世界前16名是言之尚早。他又說，自己今次賽事的表現，足以證明只要盡力，任何事都有可能。

## 家庭
其父親是桌球愛好者。其母親是佛教徒，本人自小受母親薰陶而信佛，並從2003年開始素食生活。
其父母已經入籍加拿大，他本人持有加拿大的永久居民卡，1996年回香港發展後選擇領取香港特別行政區護照，自1998年起代表香港參加亞洲運動會及東亞運動會等國際比賽。。
2011年4月，傅家俊於微博宣布婚訊，於同年5月30日與拍拖兩年多的女友Shirley結婚。兩人育有兩女，名為傅晞媛和傅靖媛。

## 总决赛

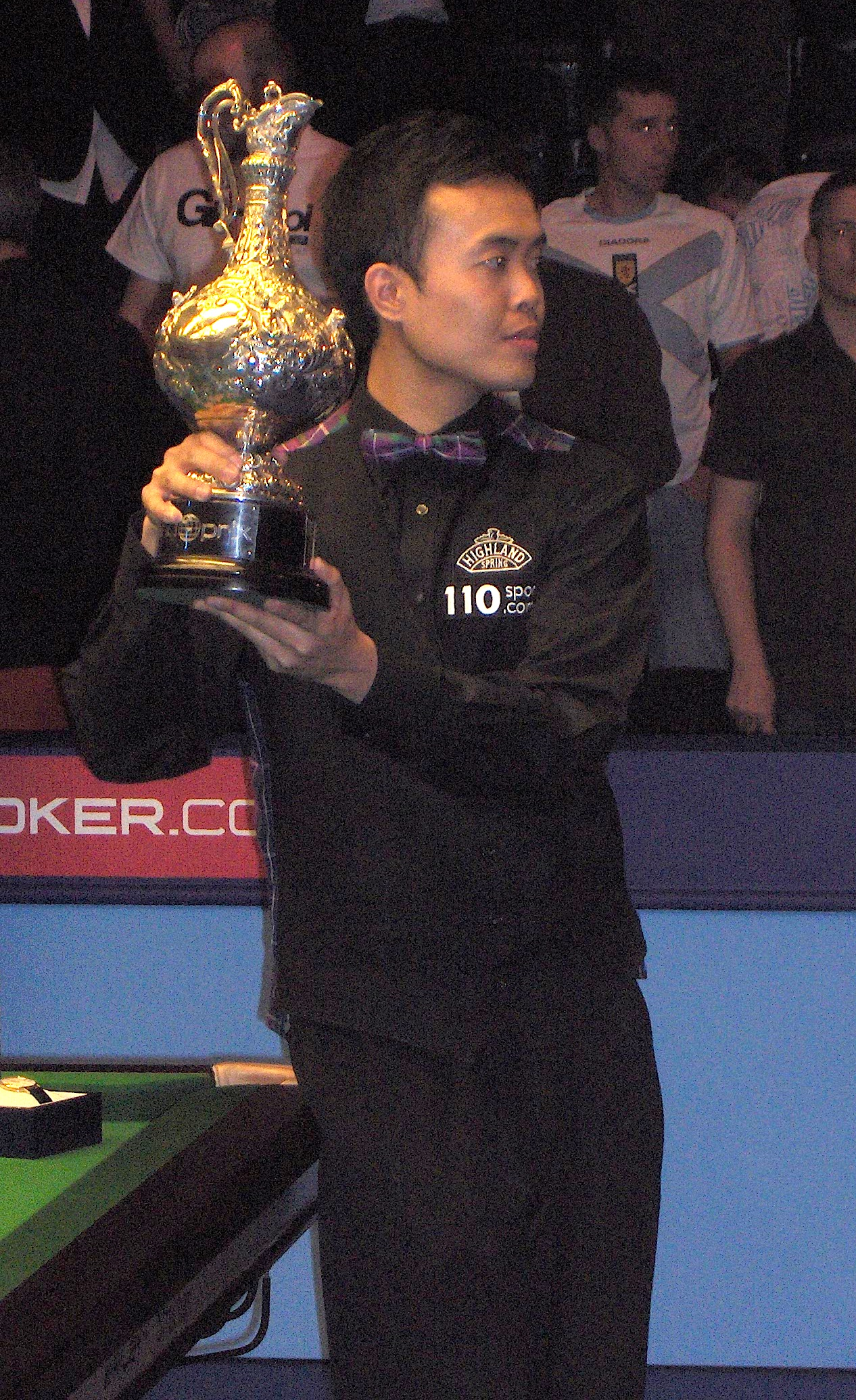
2007年大獎賽冠軍

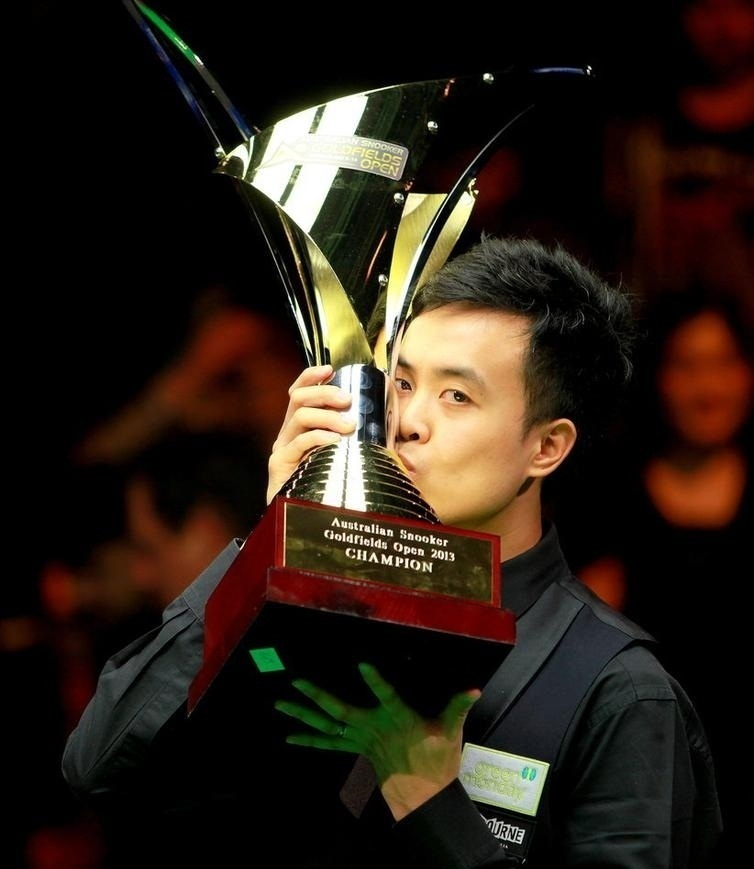
2013澳大利亞公開賽冠軍

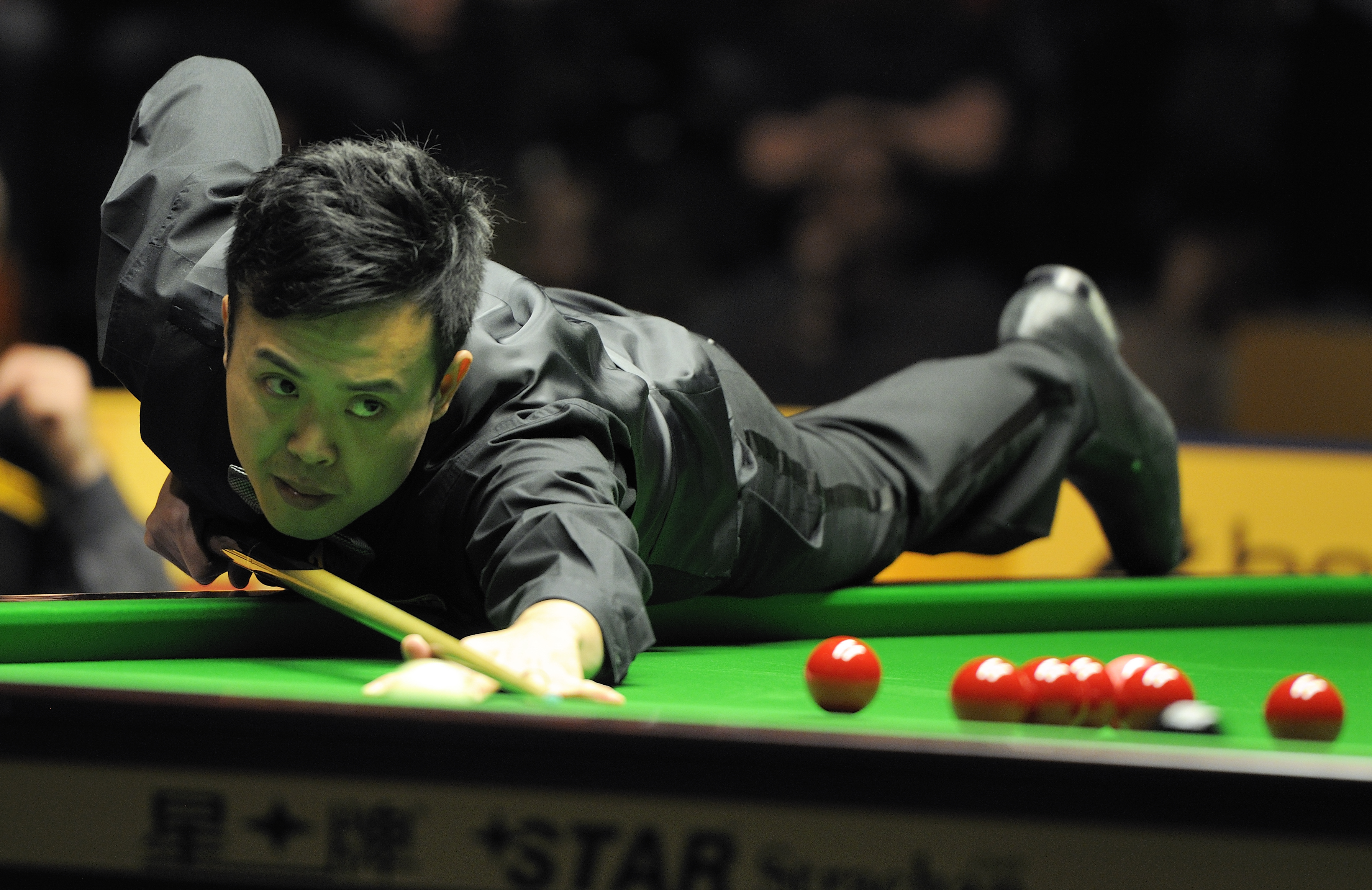
2013傅家俊

### 排名赛总决赛：8（3冠军、5亚军）
| 说明              |
| ----------------- |
| 世界锦标赛（0–0） |
| 英国锦标赛（0–1） |
| 其它（3–4）       |

| 結果 | No. | 年份 | 賽事                     | 决赛对手  | 分数 |
| ---- | --- | ---- | ------------------------ | --------- | ---- |
| 亞軍 | 1.  | 1998 | 格蘭披治桌球賽           | 史蒂芬·李 | 2–9  |
| 冠軍 | 1.  | 2007 | 格蘭披治桌球賽           | 奥沙利文  | 9–6  |
| 亞軍 | 2.  | 2008 | 英國錦標賽               | 墨菲      | 9–10 |
| 亞軍 | 3.  | 2013 | 德国大师赛               | 阿里·卡特 | 6–9  |
| 冠軍 | 2.  | 2013 | 澳洲哥德菲爾德桌球公開賽 | 羅伯森    | 9–6  |
| 亞軍 | 4.  | 2013 | 国际锦标赛               | 丁俊晖    | 9–10 |
| 冠軍 | 3.  | 2016 | 苏格兰公开赛             | 希金斯    | 9–4  |
| 亞軍 | 5.  | 2017 | 球員巡迴錦標賽           | 卓林普    | 8–10 |

### 次排名赛总决赛：2（1冠軍、2亚军）
| 結果 | No. | 年份 | 賽事               | 决赛对手    | 分数 |
| ---- | --- | ---- | ------------------ | ----------- | ---- |
| 亞軍 | 1.  | 2012 | UK PTC Event 3     | Rod Lawler  | 2–4  |
| 亞軍 | 2.  | 2013 | Bluebell Wood Open | 禾頓        | 3–4  |
| 冠軍 | 1.  | 2015 | 直布罗陀公开赛     | 迈克尔·怀特 | 4–1  |

### 非排名赛：10（5冠军、5亞軍）
| 結果 | No. | 年份     | 賽事                                   | 決賽對手          | 分數 |
| ---- | --- | -------- | -------------------------------------- | ----------------- | ---- |
| 亞軍 | 1.  | 1999     | Scottish Masters Qualifying Event      | 史堤芬斯          | 1–5  |
| 冠軍 | 1.  | 2003     | 斯诺克超级联赛                         | 馬克·威廉姆斯     | 9–5  |
| 亞軍 | 2.  | 2003 (2) | Euro-Asia Masters Challenge            | 杜靴迪            | 2–5  |
| 冠軍 | 2.  | 2004     | World Champions v Asia Stars Challenge | 约翰·希金斯       | 5–1  |
| 冠軍 | 3.  | 2006     | 泰國大師賽                             | Issara Kachaiwong | 5–3  |
| 亞軍 | 3.  | 2008     | Huangshan Cup                          | 阿里·卡特         | 3–5  |
| 冠軍 | 4.  | 2010     | 斯诺克冠军联赛                         | 马克·艾伦         | 3–2  |
| 亞軍 | 4.  | 2011     | 斯诺克大师赛                           | 丁俊暉            | 4–10 |
| 冠軍 | 5.  | 2015     | 名將盃                                 | 威廉斯            | 7–3  |
| 亞軍 | 5.  | 2022     | 香港世界桌球大師賽                     | 奥沙利文          | 4–6  |

### 業餘賽
| 年份   | 賽事                         | 結果 |
| ------ | ---------------------------- | ---- |
| 1995年 | 加拿大西岸桌球公開賽         | 冠軍 |
| 1997年 | 世界業餘桌球錦標賽           | 冠軍 |
| 1997年 | 香港桌球公開賽               | 冠軍 |
| 1997年 | 香港桌球超級聯賽             | 冠軍 |
| 1998年 | 曼谷亞運會男子隊際桌球賽     | 金牌 |
| 2002年 | 釜山亞運會男子隊際桌球賽     | 金牌 |
| 2006年 | 多哈亞運會男子隊際桌球賽     | 銀牌 |
| 2009年 | 香港東亞運動會男子隊際桌球賽 | 金牌 |
| 2010年 | 廣州亞運會男子單打桌球賽     | 金牌 |

## 世界排名
| 賽季      | 年終排名 |
| --------- | -------- |
| 1999/2000 | 35       |
| 2000/2001 | 15       |
| 2001/2002 | 17       |
| 2002/2003 | 27       |
| 2003/2004 | 19       |
| 2004/2005 | 16       |
| 2005/2006 | 25       |
| 2006/2007 | 22       |
| 2007/2008 | 27       |
| 2008/2009 | 14       |
| 2009/2010 | 8        |
| 2010/2011 | 14       |
| 2011/2012 | 23       |
| 2012/2013 | 28       |
| 2013/2014 | 17       |
| 2014/2015 | 8        |
| 2015/2016 | 11       |
| 2016/2017 | 12       |
| 2017/2018 | 5        |
| 2018/2019 | 18       |
| 2019/2020 | 55       |
| 2020/2021 | 50       |

## 節目主持

### 2017年
- ViuTV 《約咗傅家俊》

## 榮譽
- 香港特區政府嘉獎

榮譽勳章（MH）（2000年）
- 香港傑出運動員選舉

「香港傑出運動員」（2000年、2007年、2008年、2010 - 共4次當選）

## 外部連結及相關影片
- YouTube上的2007 Snooker Grand Prix Final Ronnie O'Sullivan vs Marco Fu Frame 1-4
- YouTube上的2007 Snooker Grand Prix Final Ronnie O'Sullivan vs Marco Fu Frame 5-7
- YouTube上的2007 Snooker Grand Prix Final Ronnie O'Sullivan vs Marco Fu Frame 8-11
- YouTube上的2007 Snooker Grand Prix Final Ronnie O'Sullivan vs Marco Fu Frame 12-15